# میرتلوود (آلاباما)
میرتلوود (به انگلیسی: Myrtlewood) شهری در شهرستان مارنگو ایالت آلاباما است که مساحت آن ۶٫۷۲ کیلومتر مربع است و در سرشماری سال ۲۰۱۰ میلادی، ۱۳۰ نفر جمعیت داشته و تراکم جمعیتی آن، ۱۹٫۳۵ نفر در هر کیلومتر مربع بوده است.